# 宮崎縣護國神社

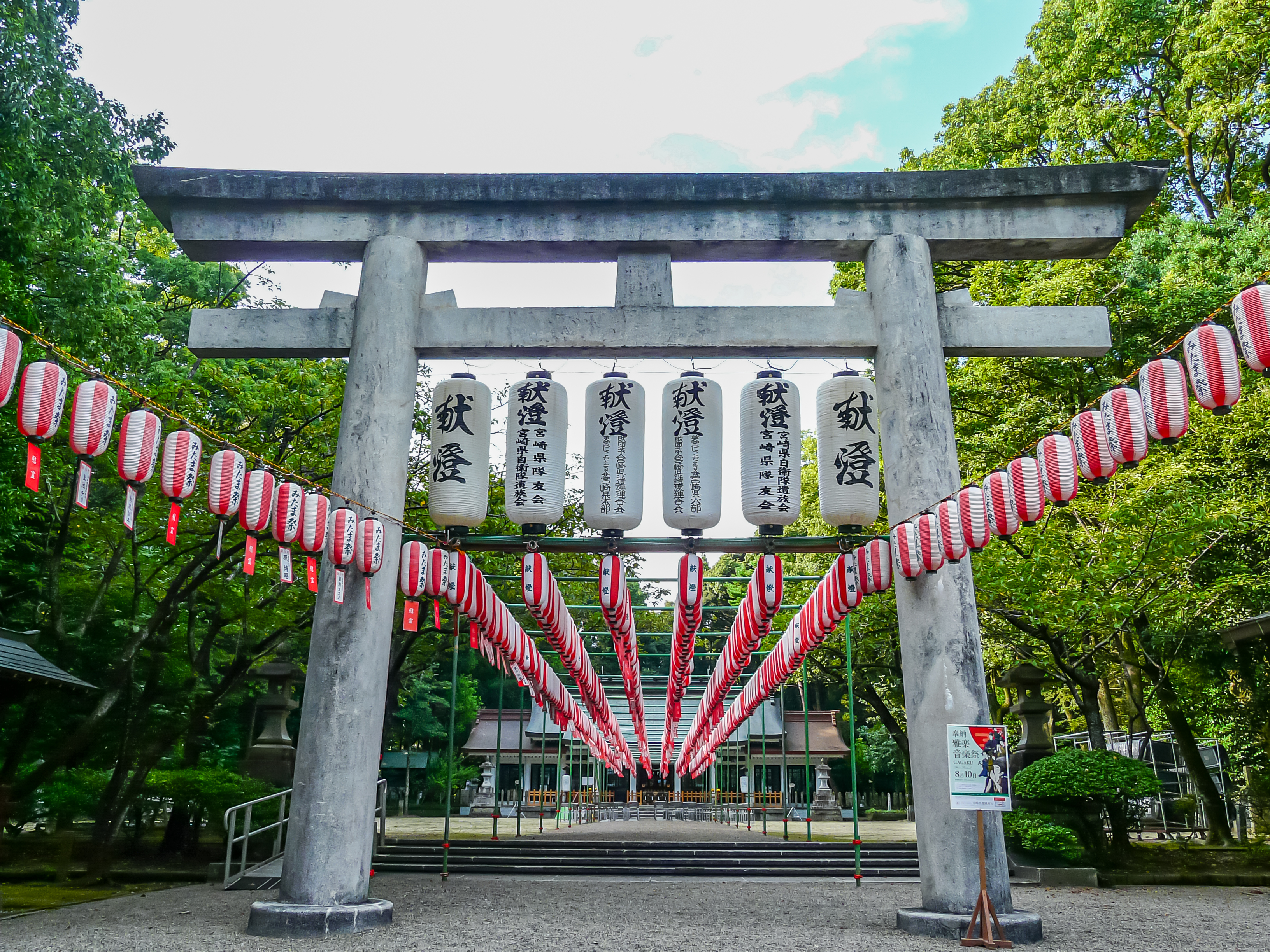
みたま祭の提灯が掛かる境内

宮崎縣護國神社（みやざきけんごこくじんじゃ）は、宮崎県宮崎市にある神社（護国神社）である。祭神として本殿に戊辰の役以降の国家公共に尽くした人の神霊41,820柱、相殿に公務殉職者の御霊54柱を祀る（2016年3月現在）。

## 概要
全国道府県の護国神社の殆どは明治維新の当時に招魂社として創建され、第二次世界大戦前より慰霊の祭儀が行われていた。しかし、宮崎県は明治維新の当時、小藩分立の状態であった等の事情もあり、県内全域の御霊を祀る招魂社は創立されていなかった。そこで宮崎県は移設のできる小さな社殿を造り、毎年祭場を設営して宮崎県下全戦歿者の招魂祭を執り行っていた。
第二次世界大戦以前、宮崎県内には7つの招魂社があり、1939年（昭和14年）3月15日公布、同4月1日施行された「招魂社ヲ護國神社ト改称スルノ件」（昭和14年内務省令第12號）によって一斉に護国神社に改称したが、いずれも内務大臣が指定した府県社に相当する指定護国神社ではなく、それ以外の村社に相当する指定外護国神社だった。以下はその一覧である。
| 社名（昭和17年3月末当時）      | 所在地（当時）               | 所在地（現在）               | 備考                                                                      |
| ------------------------------ | ---------------------------- | ---------------------------- | ------------------------------------------------------------------------- |
| 廣瀬護國神社                   | 宮崎県北那珂郡廣瀬村         | 宮崎県宮崎市佐土原町         | 官祭招魂社。那珂下田嶋招魂社から改称。佐土原藩知事島津忠寛が創建          |
| 福島護國神社                   | 宮崎県南那珂郡福島町大字西方 | 宮崎県串間市西方             | 官祭招魂社。西方招魂社から改称。福島古墳4号（剣城塚）の後円部に創建       |
| 都城護國神社                   | 宮崎県都城市宮丸町           | 宮崎県都城市小松原町（廃絶） | 官祭招魂社。宮丸招魂社から改称。1956年（昭和31年）10月2日に宗教法人を解散 |
| 高岡護國神社                   | 宮崎県東諸縣郡高岡町         | 宮崎県宮崎市高岡町           | 官祭招魂社。諸縣内山招魂社から改称                                        |
| 小山田護國神社（穆佐護國神社） | 宮崎県東諸縣郡穆佐村         | 宮崎県宮崎市高岡町           | 官祭招魂社。諸縣穆佐招魂社から改称。穆佐城跡に創建                        |
| 高鍋護國神社                   | 宮崎県児湯郡高鍋町           | 同左                         | 官祭招魂社。高鍋招魂社から改称。高鍋藩が高鍋城跡に創建                    |
| 綾護國神社                     | 宮崎県東諸県郡綾村           | 宮崎県東諸県郡綾町           | 私祭招魂社。                                                              |

1941年（昭和16年）12月8日の大東亜戦争（太平洋戦争）勃発に伴い戦歿者の数は著しく増加し、護国の英霊に対する県民の感謝と敬仰の念が次第に深まった。そこで県民の要望に応えるため、宮崎県知事・長船克巳をはじめ各界の代表者58名が設立者となって、宮崎縣護國神社建設奉賛会が組織された。宮崎県内各地から指定護国神社の誘致の声が上がり、特に宮崎聯隊区が置かれ、軍都と呼ばれた都城市は誘致に熱心だったが、最終的に県の中枢（県庁所在地）で護国神社を持たない宮崎市に決まり、鎮座地を宮崎市下北方町の高台（現・宮崎市立大宮中学校）に決定した。1943年（昭和18年）4月23日、内務大臣安藤紀三郎から、蓑毛次右衞直行外3,358柱を祭神とする「宮崎縣護國神社創立」の許可を得て、同年5月10日に地鎮祭を斎行、11月20日に起工式が行われて造営に着手した。勤労奉仕による整地作業が終わり、建築用材及び建設資金を集めたが、連日の空襲により1945年（昭和20年）5月31日を以って建設工事は中止となり、同年8月15日の終戦の日を迎え、日本は連合国の占領下に置かれた。第二次世界大戦後、宮崎縣護國神社建設奉賛会は解散を命じられ、当時のGHQ（連合国軍最高司令官総司令部）宮崎軍民政部長官マスマン海軍少佐の厳命により建設放棄を余儀なくされた。
1952年（昭和27年）4月のサンフランシスコ講和条約発効後、護国神社再建の要望が起こり、1953年（昭和28年）4月に宮崎県知事・田中長茂を総裁、宮崎県議会議長・日高弥一を会長とする宮崎県護国神社再建奉賛会を組織し、県民の浄財を募って再建に着手した。1954年（昭和29年）6月13日、役員会で宮崎神宮の境内神社として設立することを議決し、同年6月30日付を以って神社本庁統理・鷹司信輔の承認を受け、宮崎神宮境内神社として創立した。1955年（昭和30年）3月10日竣工、同日鎮座祭が斎行された。その後、本神社を宗教法人法による宗教法人として設立する議運が起こり、同年11月26日に神社本庁統理の承認、翌12月21日に宮崎県知事の認証を受け、1955年（昭和30年）12月24日に宗教法人設立の登記を完了して今日に至る。

## 施設

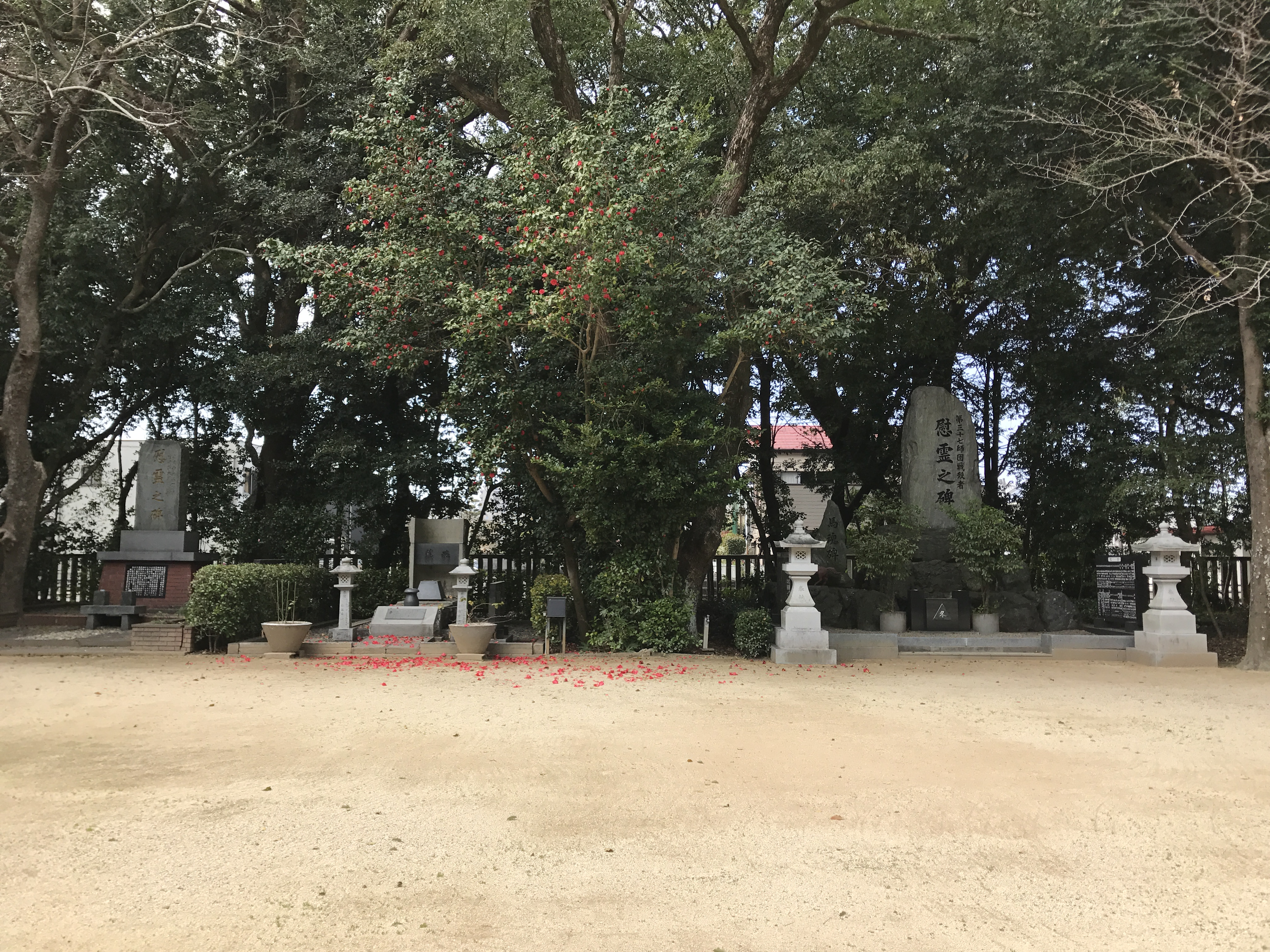
宮崎縣護國神社境内にある慰霊碑（2017年3月）

- 英霊顕彰館 - 2025年（令和7年）8月12日にリニューアルし「遺品館」から改称[9][10]。
- ブーゲンビル戦歿者慰霊碑
- 臺湾歩兵第一聯隊宮崎県出身戦歿者慰霊之碑
- 第三十七師団戦歿者慰霊碑
- 広三七一〇部隊記念碑
- 敷島隊五軍神慰霊碑 - 神風特別攻撃隊・敷島隊として出撃し、後に軍神となった関行男、中野磐雄、谷暢夫、永峰肇、大黒繁男の慰霊碑
- 歩兵第七十二連隊慰霊碑
- 特攻勇士之像

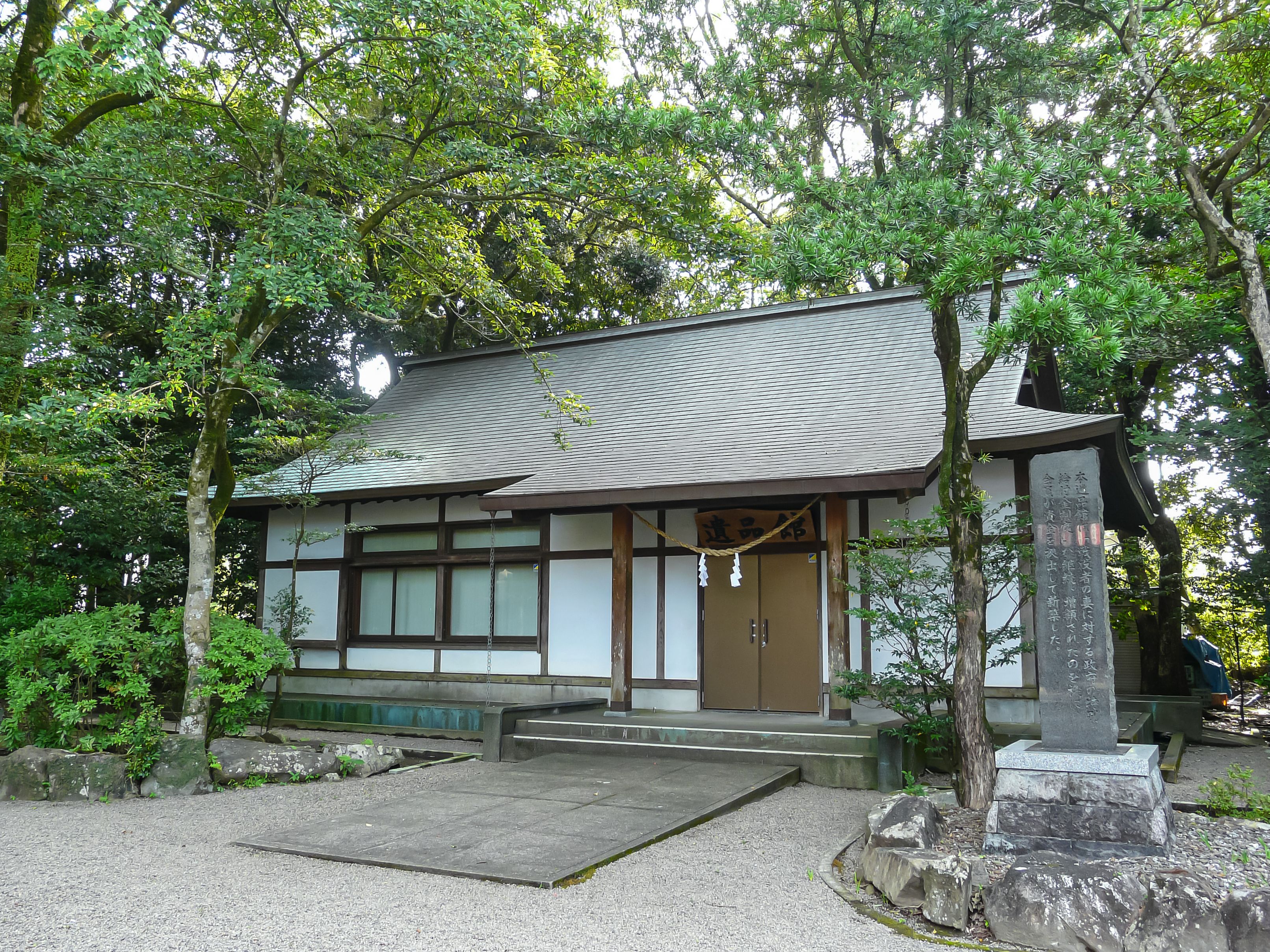
遺品館（2019年）

## 宮崎神宮との関係
宮崎神宮境内の西の森に創建された当初は、宮崎神宮と一体で運営がなされていたが、戦歿者遺族を始めとする多くの県民から独立神社に相応しい運営をとの願いにより、1972年（昭和47年）4月から専任職員を置くようになった。

## 祭事
- 例大祭（4月10日）
  - 神社が創建され、合祀鎮座祭が斎行された3月10日を例祭日と定めて祭祀を行ってきたが、宮崎県戦没者等慰霊奉賛会会長（宮崎県議会議長）より、3月10日は宮崎県議会の2月定例会開催中につき、慰霊奉賛会総裁（宮崎県知事）、慰霊奉賛会会長（宮崎県議会議長）の参列が困難であるとのことから、例祭日変更に関する申し出があった。また、県下の戦歿者遺族にとっても、時期的に肌寒いため参集が困難であるという事情も考慮して、1978年（昭和53年）2月18日に神社本庁統理・徳川宗敬の承認を受けて例祭日は4月10日に改められた[11][1]。
- みたま祭（8月14日・15日）
- 命日祭（毎日午前11時）

## 近隣施設
- 宮崎神宮

## 交通
- JR日豊本線宮崎神宮駅から徒歩10分。
- 宮崎交通宮崎神宮バス停から徒歩5分。